# フェラーリ・375MM
フェラーリ・375MM（Ferrari 375MM）は1953年から1955年までフェラーリによって製造されたレーシングカーである。

## 概要
375MMという車名は、搭載しているエンジン1気筒の排気量にちなんで「375」、「MM」はミッレミリアレースの頭文字から取られている。375MMは340MMから改造された4台を含む、合計26台が製造された。
最初に製造されたプロトタイプはヴィニャーレスパイダー、次に生産された3台はピニンファリーナベルリネッタで、全て340MMから改造されたものである。375MMのほとんどの個体は、ピニンファリーナによってスパイダーのボディが施されることになる。

## 仕様

### エンジン
375MMには2種類のエンジンが用意され、片方は個人の顧客用、もう片方はファクトリーチーム用に用意された。ファクトリーチームに提供されたエンジンは375 F1に採用されているエンジンと同じもので、「Tipo102」と呼ばれている。総排気量は4493.73ccと元のエンジンから変更されていない。個人の顧客に提供されたものは「Tipo108」と呼ばれ、ボアが大きくなりストロークが68mmに縮められている。そのため、総排気量が4522.68ccに変更されている。このエンジンは375アメリカに搭載される予定であった。どちらのエンジンも容量は4.5Lで変わらない。

### シャーシとサスペンション
シャーシはTipo102と呼ばれ、先代にあたる340MMから派生したもので、ホイールベースが延長され2,600mm（102.4インチ）に変更されている。サスペンションも340MMから引き継がれたものであるが、前後にフーダイユ製油圧ショックアブソーバが追加で取り付けられている。